# Калден
Калден (њем. Calden) општина је у њемачкој савезној држави Хесен. Једно је од 29 општинских средишта округа Касел. Према процјени из 2010. у општини је живјело 7.535 становника. Посједује регионалну шифру (AGS) 6633005.

## Географски и демографски подаци
Калден се налази у савезној држави Хесен у округу Касел. Општина се налази на надморској висини од 230−285 метара. Површина општине износи 54,8 km². У самом мјесту је, према процјени из 2010. године, живјело 7.535 становника. Просјечна густина становништва износи 137 становника/km².

## Међународна сарадња
| Мјесто  | Држава   | Врста сарадње | Од    |
| ------- | -------- | ------------- | ----- |
| Рацкеве | Мађарска | партнерство   | 1992. |
| Извор   |          |               |       |